# 第一次世界大戰紀念碑 (大西洋城)

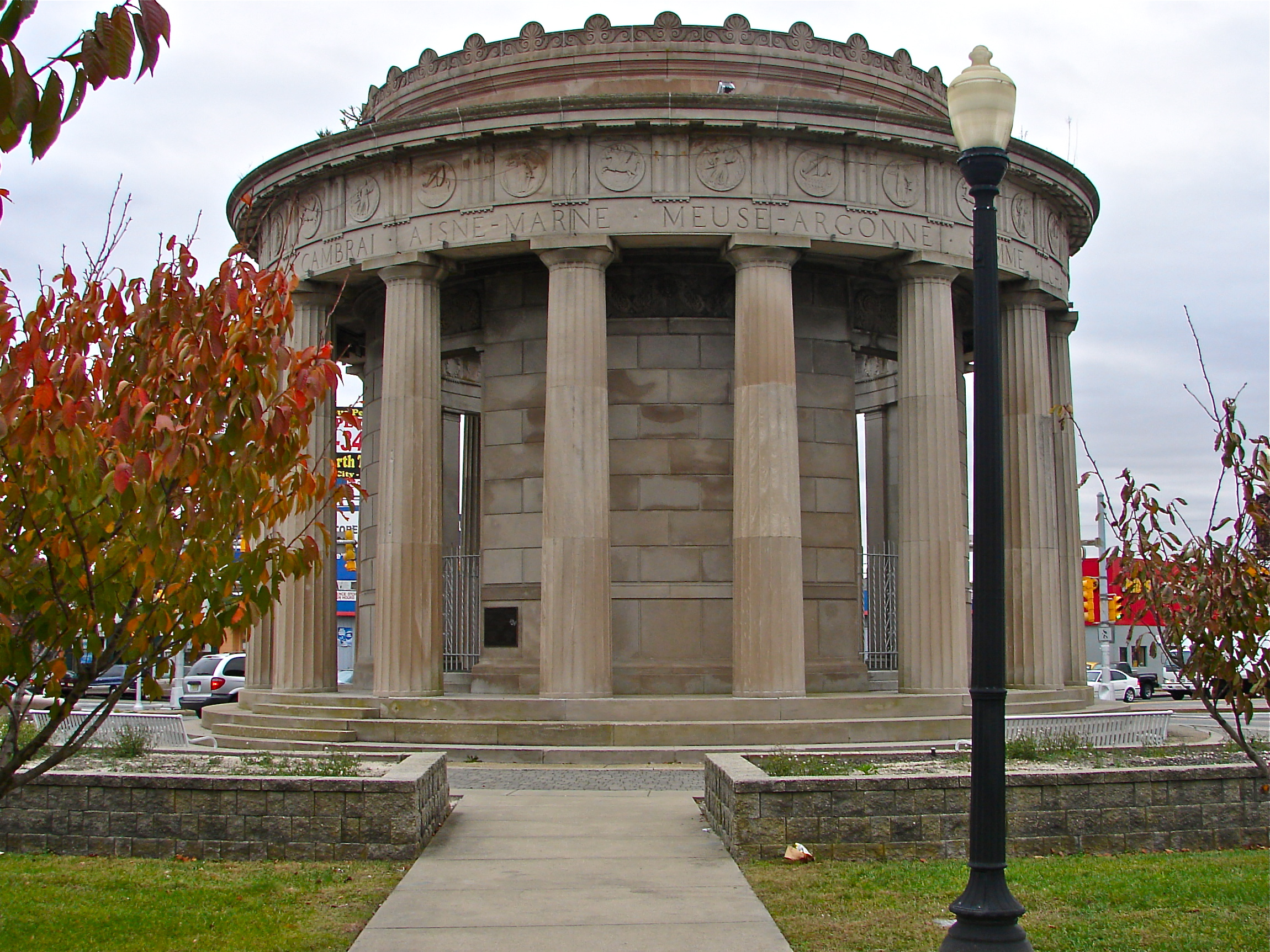
從東南方觀看的視點

第一次世界大戰紀念碑是位於美國新澤西州的大西洋城。該紀念碑在1922年建成，並在1981年8月28日被加在國家史蹟名錄。
圓形大廳內收藏了一尊9英尺（2.7米）的銅像，命名為「苦難中的自由」（Liberty in Distress），由Frederick William MacMonnies建造。